# 松永豊和
松永 豊和（まつなが とよかず、1964年9月20日 - ）は、日本の漫画家。兵庫県尼崎市出身。

## 経歴
青木雄二のアシスタントを経て、1992年、アフタヌーン四季賞夏のコンテストにおいて「きりんぐぱらのいあ」が四季大賞を受賞。
代表作に『バクネヤング』（週刊ヤングサンデー）『龍宮殿』（月刊IKKI）『パペラキュウ』（Web漫画）など。

## 作品リスト

### 単行本
- バクネヤング 全2巻（1995 - 1997年、小学館、増補版 全1巻、2000年、小学館、オンデマンド版 全3巻、2005年、小学館）
- エンゼルマーク（2001年、小学館）
- 龍宮殿 全3巻（2004 - 2005年、小学館）

### Web漫画
- パペラキュウ（2011年 - 2020年）

## 不祥事
2013年4月7日(日)、尼崎市議選に立候補した日本維新の会公認候補の久保高章(くぼ たかあき)のホームページに「大阪都構想に尼崎を入れるな」「お前らの戦争にわしらも巻き込んだら殺すぞ」等と書き込み、10月29日に脅迫の疑いで逮捕された。なお、4月7日に日本維新の会本部に電話したが日曜日で休みだったため、ホームページを見つけて勢いで書き込んでおり、さすがにまずいと思い、(当日ないし翌日に)電話で本人に削除を頼んだことをツイートしている。